# Bezirk Battonya

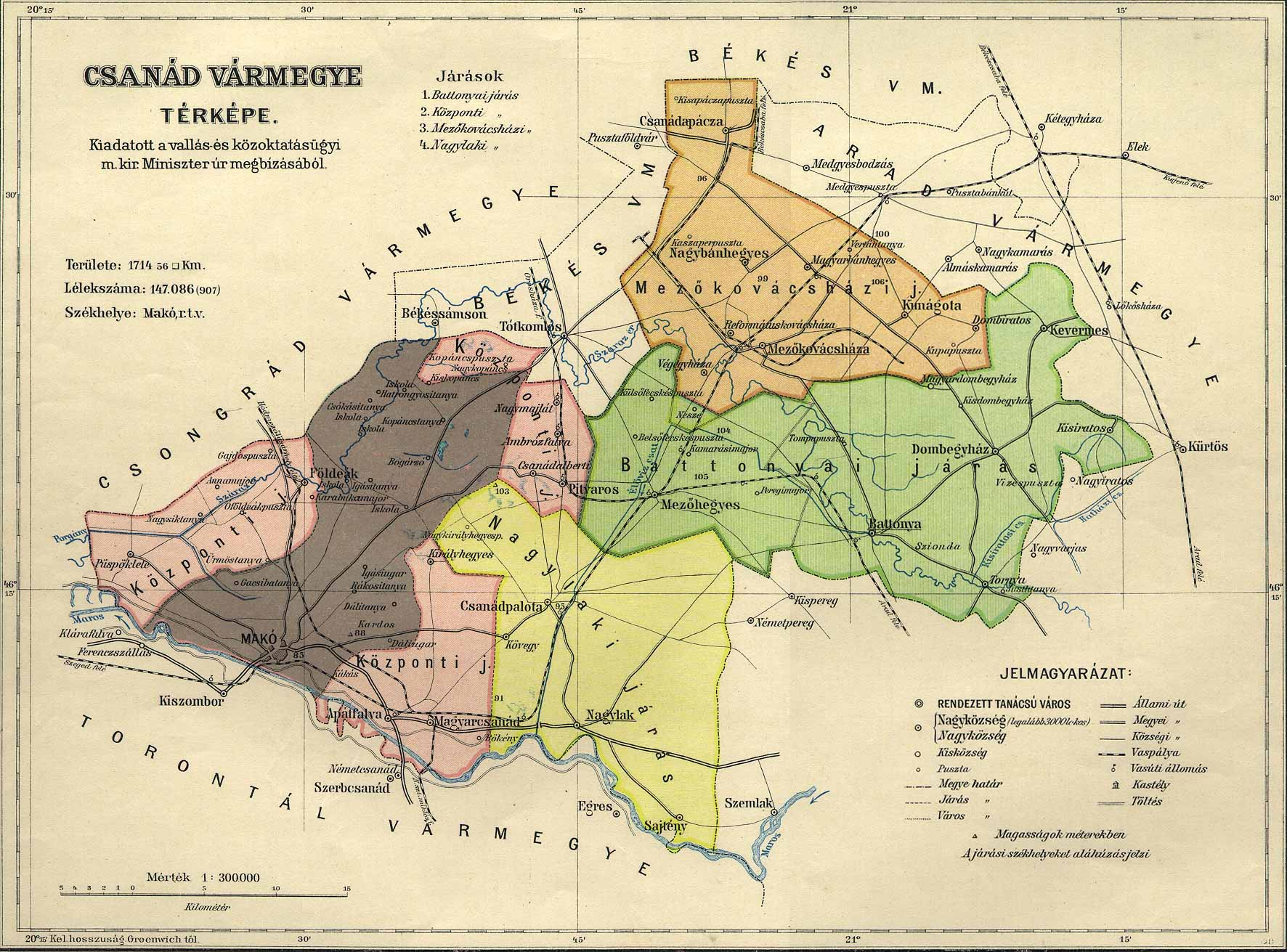
Bezirk Battonya (grün markiert) im östlichen Teil des Komitats Csanád

Der Bezirk Battonya (auch Stuhlbezirk Battonya, ungarisch Battonyai járás) war eine ungarische Verwaltungseinheit im Komitat Csanád. Der Bezirk lag im östlichen Teil des Komitats. Er grenzte im Norden an den Bezirk Mezőkovácsháza, im Osten und Süden an das Komitat Arad, im Südwesten an den Bezirk Nagylak, im Westen an den Bezirk Központ und im Nordwesten an das Komitat Békés. Die Landschaft des Bezirks war zum größten Teil eben, die höchste Erhebung im Bezirk war 105 Meter hoch.
Der Bezirk hatte im Jahr 1913 insgesamt 33.750 Einwohner und der Verwaltungssitz befand sich in der Großgemeinde Battonya, die in der südlichen Mitte des Bezirks lag. Nach dem Vertrag von Trianon wurde der Bezirk kleiner, da die Großgemeinden Kisiratos und Tornya dem Königreich Rumänien zugeteilt wurden. Der Bezirk wurde im Zuge der Verwaltungsreform 1950 zusammen mit dem Komitat aufgelöst.

## Übersicht der Orte im Bezirk Battonya (Stand 1913)
|                            | Ortsname         | Einwohnerzahl | Häuser | Fläche (Katastraljoche) |
| Großgemeinden              | Battonya         | 13.011        | 2.329  | 26.986                  |
|                            | Kevermes         | 3.625         | 706    | 8.648                   |
|                            | Kisiratos        | 2.210         | 356    | 3.840                   |
|                            | Mezőhegyes       | 7.972         | 378    | 30.193                  |
|                            | Tornya           | 2.537         | 461    | 4.378                   |
| Bezirksnotariat Dombegyház | Dombegyház       | 3.902         | 471    | 12.867                  |
|                            | Magyardombegyház | 493           | 90     | 55                      |
|                            |                  |               |        |                         |
|                            | gesamt           | 33.750        | 4.791  | 86.967                  |